# Radek Martínek
Radek Martínek, född 31 augusti 1976 i Havlíčkův Brod, Tjeckoslovakien, är en tjeckisk före detta professionell ishockeyback som spelar för New York Islanders i NHL. Han spelade tidigare i HC Ceske Budejovice i den tjeckiska högstadivisionen Extraliga och för Columbus Blue Jackets i NHL.